# Parafia Najświętszego Serca Pana Jezusa w Górnych Wymiarach
Parafia Najświętszego Serca Pana Jezusa w Górnych Wymiarach – parafia rzymskokatolicka, znajdująca się w diecezji toruńskiej, w dekanacie Chełmno. 